# Famille grand-ducale luxembourgeoise
La famille grand-ducale luxembourgeoise devrait théoriquement inclure la descendance dynaste et non-dynaste de la grande-duchesse Charlotte (1896-1985) et de son époux Félix de Bourbon-Parme.
Dans les faits, et en l'absence d'indications fiables sur la position dynaste des sœurs et frère de l'ex-grand-duc Jean, la véritable « famille grand-ducale » est constituée de la seule descendance de ce dernier.
L'ordre de succession au trône grand-ducal, qui suit une primogéniture « semi-salique » (voir l'article Monarchie), est indiqué en gras avant l'identité de la personne.
Les enfants de la grande-duchesse Charlotte et du prince Félix ont tous la titulature « Son Altesse Royale le prince N..., prince de Parme », le prédicat d'altesse royale et le titre de prince de Parme n'étant toutefois transmissible qu'en ligne masculine.

## Généalogie
- Charlotte de Luxembourg (1896-1985), grande-duchesse de Luxembourg (1919-1964) ep. (1919) Félix de Bourbon-Parme (1893-1970)
  - Jean de Luxembourg (1921-2019), grand-duc de Luxembourg (1964-2000) ep. (1953) Joséphine-Charlotte de Belgique (1927-2005)
    - Marie-Astrid de Luxembourg (1954) ep. (1982) Charles-Christian de Habsbourg-Lorraine (1954)
      - Marie-Christine de Habsbourg-Lorraine (1983) ep. (2008) Rodolphe de Limburg-Stirum (1979)
        - Léopold de Limburg-Stirum (2011)
        - Constantin de Limburg-Stirum (2013)
        - Gabriel de Limburg-Stirum (2016)

      - Imre de Habsbourg-Lorraine (1985) ep. (2012) Kathleen Walker (1986)
        - Maria-Stella de Habsbourg-Lorraine (2013)
        - Magdalena de Habsbourg-Lorraine (2016)
        - Juliana de Habsbourg-Lorraine (2018)
        - Cecilia de Habsbourg-Lorraine (2021)
        - Carl de Habsbourg-Lorraine (2023)

      - Christoph de Habsbourg-Lorraine (1988) ep. (2012) Adelaïde Drapé-Frisch (1989)
        - Katarina de Habsbourg-Lorraine (2014)
        - Sophia de Habsbourg-Lorraine (2017)
        - Joseph de Habsbourg-Lorraine (2020)
        - Flavia de Habsbourg-Lorraine (2023)

      - Alexander de Habsbourg-Lorraine (1990)
      - Gabriella de Habsbourg-Lorraine (1994) ep. Henri de Bourbon-Parme (1991)
        - Victoria de Bourbon-Parme (2017)
        - Anastasia de Bourbon-Parme (2021)
        - Philippine de Bourbon-Parme (2023)

    - Henri de Luxembourg (1955), grand-duc de Luxembourg (depuis 2000) ep. (1981) María Teresa Mestre (1956)
      - 1 Guillaume de Luxembourg (1981), grand-duc héritier de Luxembourg ep. (2012) Stéphanie de Lannoy (1984)
        - 2 Charles de Luxembourg (2020)
        - 3 François de Luxembourg (2023)

      - 4 Félix de Luxembourg (1984) ep. (2013) Claire Lademacher (1985)
        - 5 Amalia de Nassau (2014)
        - 6 Liam de Nassau (2016)
        - 7 Balthasar de Nassau (2024)

      - Louis de Luxembourg (1986) (renonce en 2006 à ses droits dynastiques pour lui-même et ses descendants) ep. (2006-2019) Tessy Antony (1985)
        - Gabriel de Nassau (2006)
        - Noah de Nassau (2007)

      - 8 Alexandra de Luxembourg (1991)
        - Victoire Bagory (2024)

      - 9 Sébastien de Luxembourg (1992)

    - Jean de Luxembourg (1957) (renonce le 26 septembre 1986 à ses droits dynastiques pour lui-même) ep. (1987-2004) Hélène Vestur (1958) ; ep. (2009) Diane de Guerre (1962)
      - Marie-Gabrielle de Nassau (1986) ep. (2017) Antonius Willms (1988)
        - Zeno Willms (2018)
        - Cajetan Willms (2020)
        - Oona Willms (2024)

      - Constantin de Nassau (1988) ep. Kathryn Mechie
        - Félix de Nassau (2018)
        - Cosima de Nassau (2022)

      - Wenceslas de Nassau (1990)
        - Calixt of Nassau (2022)

      - Carl-Johann de Nassau (1992)
        - Xander of Nassau (2021)
        - Amadea of Nassau (2022)

    - Margaretha de Luxembourg (1957) ep. (1982) Nikolaus de Liechtenstein (1947)
      - Léopold de Liechtenstein (1984-1984)
      - Maria-Anunciata de Liechtenstein (1985) ep. (2021) Emanuele Musini (1980)
        - Son Musini (2024)

      - Marie-Astrid de Liechtenstein (1987) ep. (2021) Ralph Worthington (1985)
        - Althea Worthington (2022)

      - Josef-Emanuel de Liechtenstein (1989)
        - Leopold de Liechtenstein (2023)

    - 9 Guillaume de Luxembourg (1963) ep. (1994) Sibilla Weiller (1968)
      - 10 Paul-Louis de Nassau (1998)
      - 11 Léopold de Nassau (2000)
      - Charlotte de Nassau (2000)
      - 12 Jean de Nassau (2004)

  - Élisabeth de Luxembourg (1922-2011) ep. (1955) François-Ferdinand de Hohenberg (1927-1977)
    - Anita von Hohenberg (1958) ep. (1978-1988) Romée de La Poëze d'Harambure (1949) ; ep. (2005) Andreas von Bardeau
      - Gaétan de La Poëze d'Harambure (1980)
      - Alix de La Poëze d'Harambure (1981) ep. (2010) Francois-Xavier Fraye
        - Armel Fraye (2011)
        - Benedikt Fraye (2013)
        - Alexandra Fraye (2015)

      - Gabriel de La Poëze d'Harambure (1987)
      - Raoul de La Poëze d'Harambure (1989)

    - Sophie von Hohenberg (1960) ep. (1983) Jean-Louis de Potesta (1951)
      - Éléonore de Potesta (1984) ep. (2012) Diego Fernández de Córdova y Cerveró (1979)
        - Rafael Fernández de Córdova y de Potesta (2013)
        - Luis Fernández de Córdova y de Potesta (2016)
        - Sofía Fernández de Córdova y de Potesta (2018)

      - Charles de Potesta (1985)
      - Élisabeth de Potesta (1988)

  - Marie-Adélaïde de Luxembourg (1924-2007) ep. (1958) Karl Josef Henckel von Donnersmarck (1928-2008)
    - Andreas Henckel von Donnersmarck (1959) ep. (1995) Johanna von Hohenberg (1966)
      - Laura Henckel von Donnersmarck (1997)
      - Marie Henckel von Donnersmarck (1998)
      - Ludwig Henckel von Donnersmarck (2001)
      - Albrecht Henckel von Donnersmarck (2006)

    - Felix Henckel von Donnersmarck (1960-2007)
    - Heinrich Henckel von Donnersmarck (1961) ep. (1998) Anna-Maria Merckens (1969)
      - Tassilo Henckel von Donnersmarck (2004)

    - Charlotte Henckel von Donnersmarck (1965) ep. (1999) Christoph von Meran (1963)
      - Johannes Maximilian von Meran (2004)
      - Anna Colienne von Meran (2004)
      - Camilla von Meran (2004)

  - Marie-Gabrielle de Luxembourg (1925-2023) ep. (1951) Knud Holstein til Ledreborg (1919-2001)
    - Monica Holstein til Ledreborg (1952) ep. (2003) Henri de Dompierre de Jonquières (1950)
    - Lydia Holstein til Ledreborg (1955) ep. (1980-1999) Éric de Bourbon-Parme (1953) ; ep. (2001) Martin Bergsøe (1948)
      - Antonia de Bourbon-Parme (1981) ep. (2010) Martin Krusbæk
        - Inès Krusbæk (2011)
        - Maximilian Krusbæk (2012)
        - Alix Krusbæk (2016)

      - Marie-Gabrielle de Bourbon-Parme (1982)
        - Mark de Bourbon de Parme (2003)

      - Alexia de Bourbon-Parme (1985) ep. (2007) Fabian Davis
        - Rebecca Davis (2004)
        - Bianca Davis (2008)

      - Michel de Bourbon-Parme (1989)
      - Henri de Bourbon-Parme (1991)

    - Veronica Holstein til Ledreborg (1956) ep. (1979) François de Pottère (1949)
      - Bruno de Pottère (1980-1980)
      - Charles de Pottère (1982) ep. (2015) Layla Kajer
        - Isla de Pottère (2015)

      - Alexander de Pottère (1985)

    - Silvia Holstein til Ledreborg (1958) ep. (1979) John Munro (1959)
      - Tatiana Munro (1983) ep. (2011) Martin Munro-Thers
        - Marcus Munro-Thers (2009)
        - Lucas Munro-Thers (2014)

      - Alexander Munro (1985)
      - Charlotte Munro (1990)
      - Angela Munro (1992)

    - Camilla Holstein til Ledreborg (1959-2010) ep. (1986-1995) Eric Rudolf Bertouch-Lehn-til-Højbygaard-Lungholm (1956)
      - Nicolas Bertouch-Lehn-til-Højbygaard-Lungholm (1986) ep. (2015) Eva Maria Marcher
      - Philip Bertouch-Lehn-til-Højbygaard-Lungholm (1989)

    - Tatiana Holstein til Ledreborg (1961) ep. (1999) Mark von Riedemann (1964)
      - Therese von Riedemann (2000)

    - Antonia Holstein til Ledreborg (1962)

  - Charles de Luxembourg (1927-1977) ep. (1967) Joan Dillon (1935)
    - Charlotte de Nassau (1967) ep. (1994) Marc-Victor Cunningham (1965)
      - Charles Cunningham (1996)
      - Louis Cunningham (1997)
      - Donnall Cunningham (2002)

    - 13 Robert de Nassau (1968) ep. (1994) Julie Ongaro (1966)
      - Charlotte de Nassau (1995)
      - 14 Alexander de Nassau (1997)
      - Frederick de Nassau (2002-2025)

  - Alix de Luxembourg (1929-2019) ep. (1950) Antoine de Ligne (1925-2005)
    - Michel de Ligne (1951) ep. (1981) Éléonore d'Orléans-Bragance (1953)
      - Alix de Ligne (1984) ep. (2016) Guillaume de Dampierre
      - Henri de Ligne (1989)

    - Wauthier de Ligne (1952) ep. (1976) Régine de Renesse
      - Philippe de Ligne (1977) ep. (2008) Laetitia Rolin
        - Jean-Charles de Ligne (2010)
        - Aliénor de Ligne (2012)

      - Mélanie-Yolande de Ligne (1979) ep. (2011) Paul Weingarten
        - Félix Weingarten (2013)

      - Élisabeth-Éléonore de Ligne (1983) ep. (2005) Baudouin Gillès de Pélichy
        - Antoine Gillès de Pélichy (2006)
        - Charles Gillès de Pélichy (2008)
        - Philippine Gillès de Pélichy (2010)
        - Marguerite Gillès de Pélichy (2012)
        - Marie Gillès de Pélichy (2012)

    - Anne de Ligne (1954) ep. (1981-divorce) Olivier Mortgat
      - Laure Mortgat (1983)
      - Isabelle-Marie Mortgat (1985)

    - Christine de Ligne (1955) ep. (1981) Antônio d'Orléans-Bragance (1950)
      - Pedro Luiz d'Orléans-Bragance (1983-2009)
      - Amélie d'Orléans-Bragance (1984) ep. (2014) James Spearman (1984)
        - Alexander Spearman (2016)

      - Raphaël d'Orléans-Bragance (1986)
      - Marie-Gabrielle d'Orléans-Bragance (1989)

    - Sophie de Ligne (1957) ep. (1982-divorce) Philippe de Nicolay
      - François de Nicolay (1989)
      - Guy de Nicolay (1993)

    - Lamoral de Ligne (1959) ep. (2001) Jacqueline de Lannoy
      - Louis de Ligne (2003)
      - Marie de Ligne (2004)
      - Florence de Ligne (2006)

    - Yolande de Ligne (1964) ep. (1994) Hugo Townsend (1945)
      - Marie Townsend (1995)
      - George Townsend (1997)
      - James Townsend (1998)
      - Bartholomew Townsend (2001)

## Membres actuels de la famille grand-ducale luxembourgeoise
- Le grand-duc Henri et la grande-duchesse María Teresa.
  - Le grand-duc héritier Guillaume (premier fils du grand-duc Henri) et la grande-duchesse héritière Stéphanie.
    - Le prince Charles de Luxembourg (premier fils du grand-duc héritier Guillaume).
    - Le prince François de Luxembourg (deuxième fils du grand-duc héritier Guillaume).

  - Le prince Félix (deuxième fils du grand-duc Henri) et la princesse Claire.
    - La princesse Amalia de Nassau (fille du prince Félix).
    - Le prince Liam de Nassau (premier fils du prince Félix).
    - Le prince Balthazar de Nassau (deuxième fils du prince Félix).

  - La princesse Alexandra de Luxembourg (fille du grand-duc Henri) et Nicolas Bagory.
    - Victoire Bagory (fille de la princesse Alexandra).

  - Le prince Louis de Luxembourg (troisième fils du grand-duc Henri).
    - Le prince Gabriel de Nassau (premier fils du prince Louis).
    - Le prince Noah de Nassau (deuxième fils du prince Louis).

  - Le prince Sébastien de Luxembourg (dernier fils du grand-duc Henri).

## Galerie des membres de la famille grand-ducale

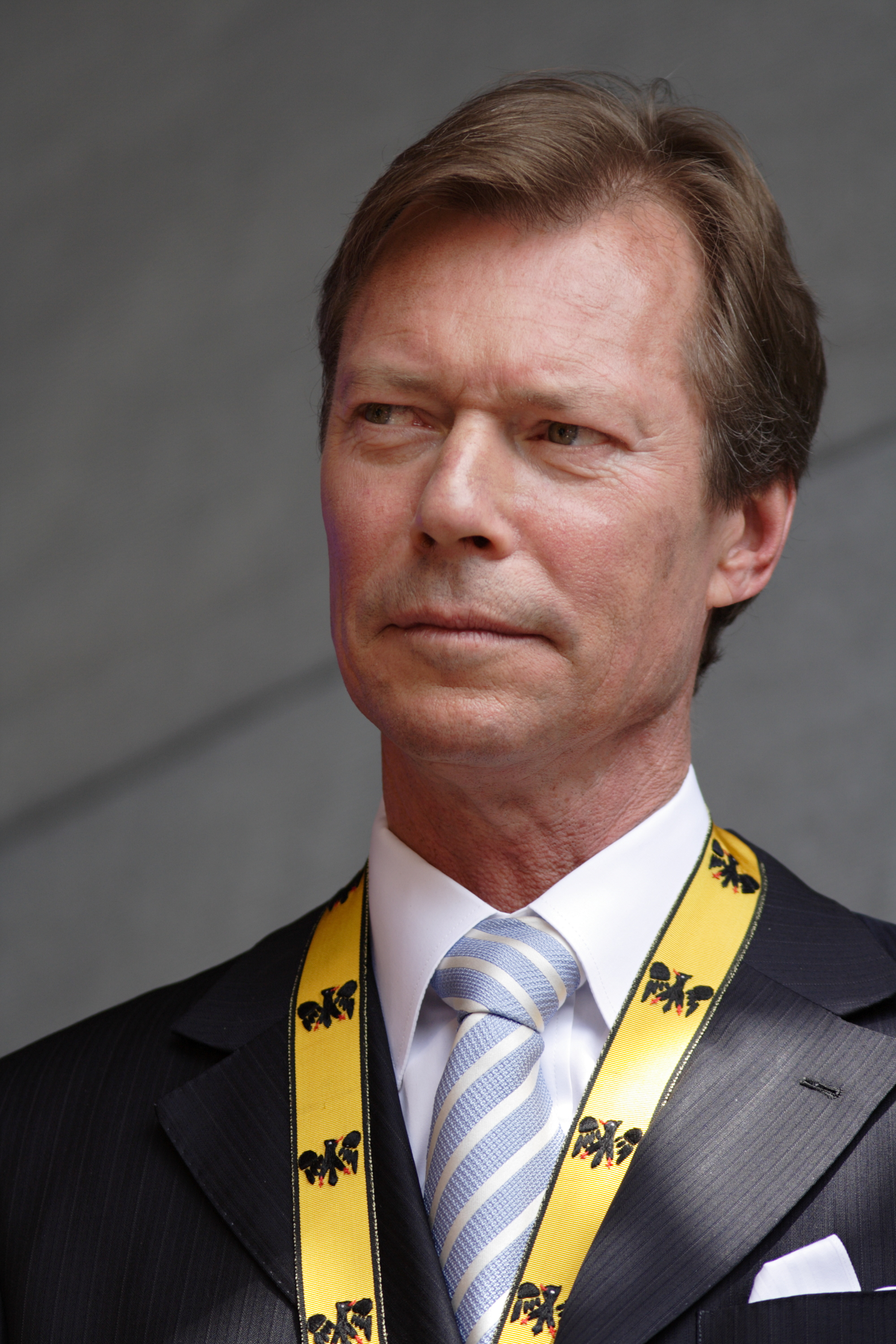
Henri (1955)
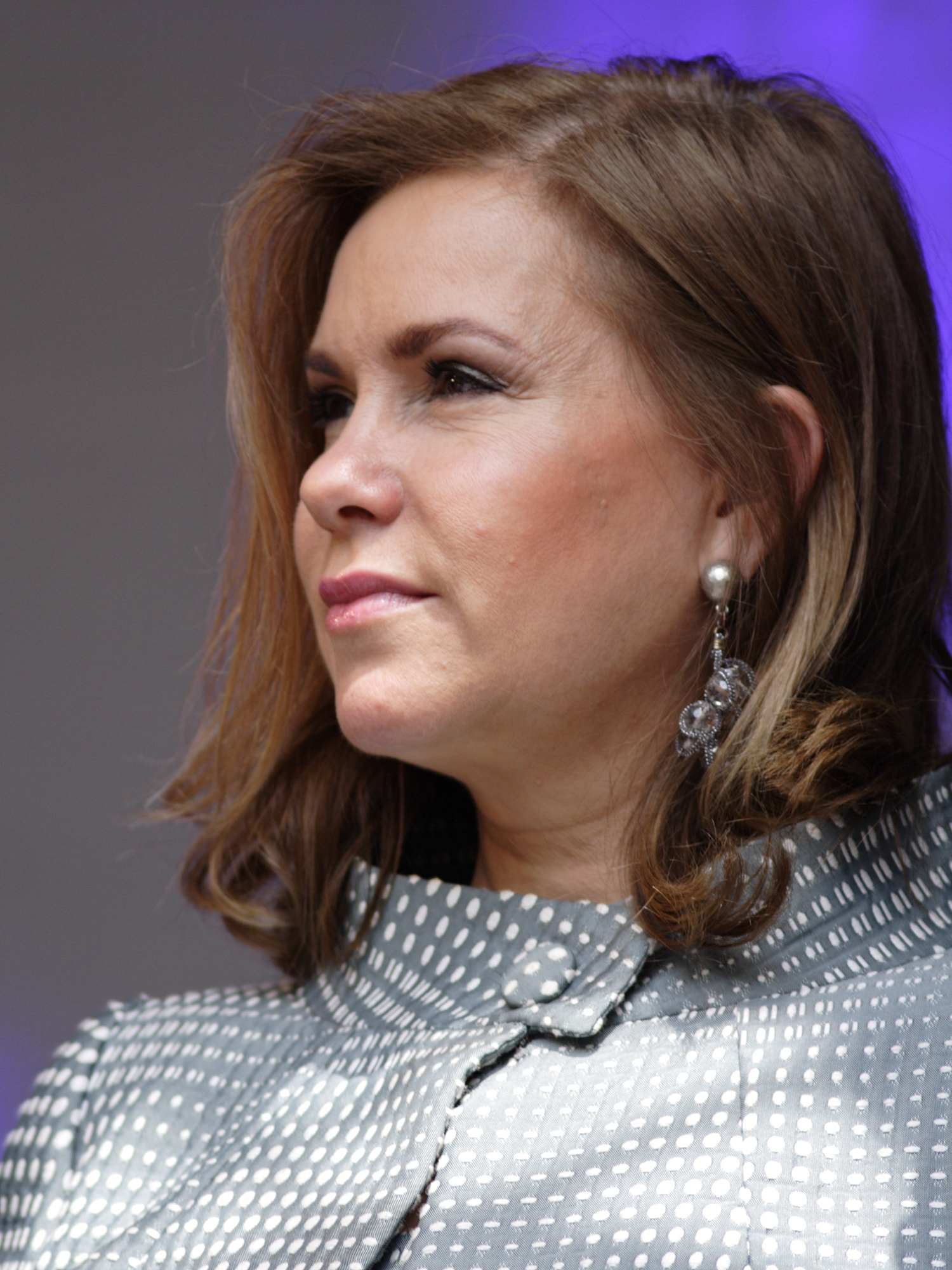
María Teresa (1956)
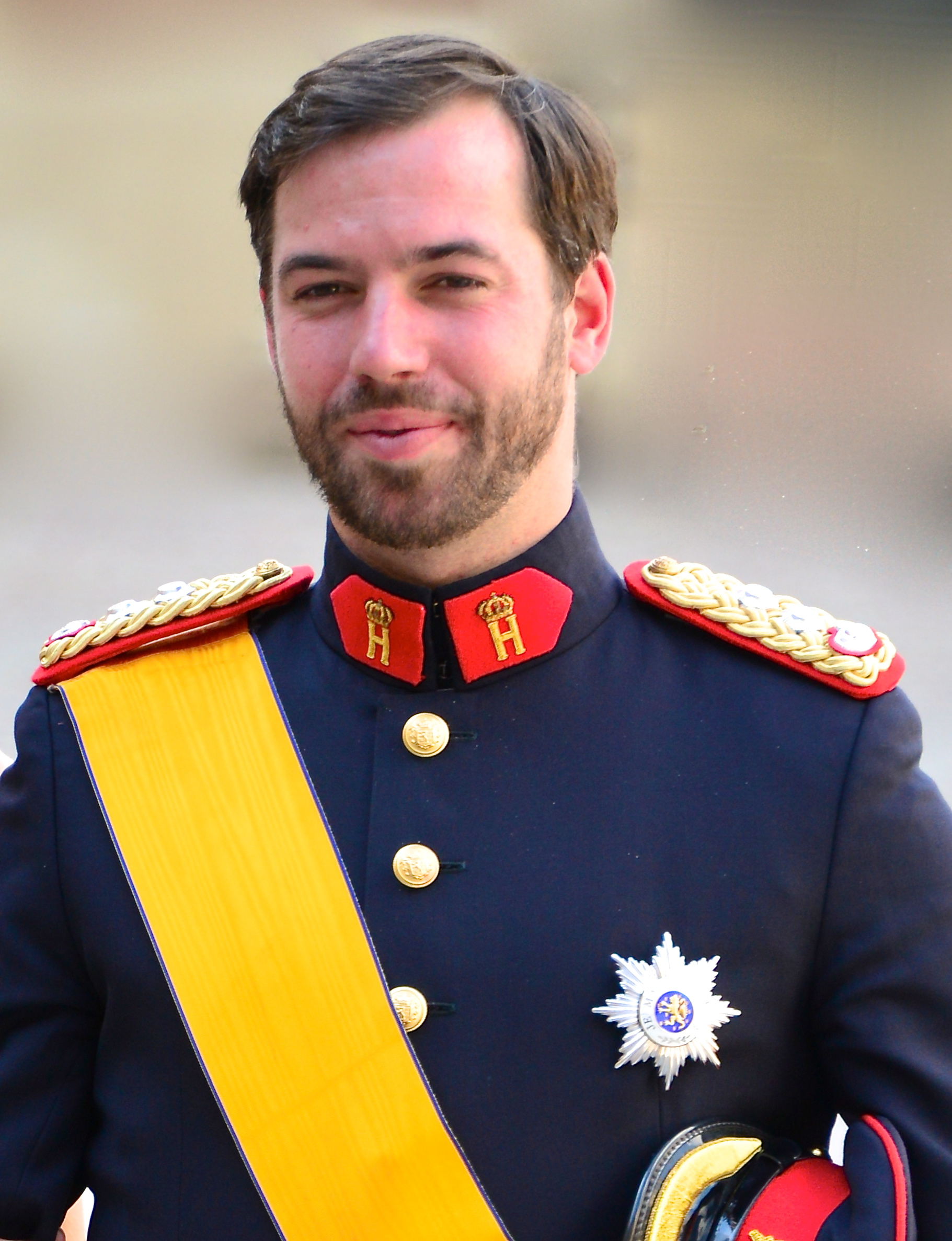
Guillaume (1981)
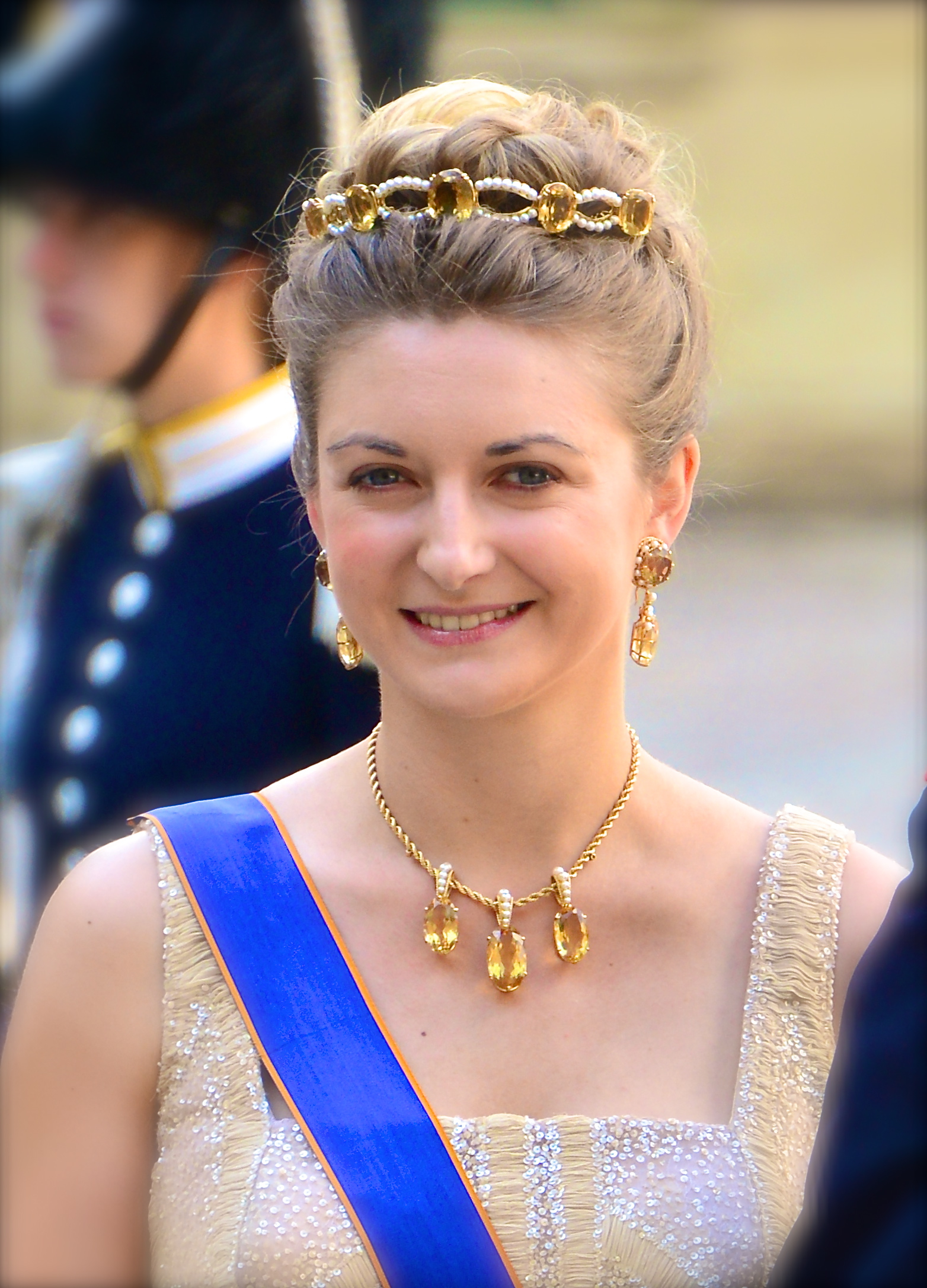
Stéphanie (1984)
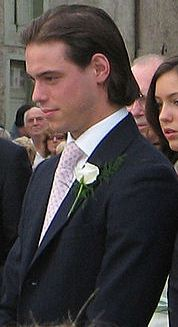
Félix (1984)

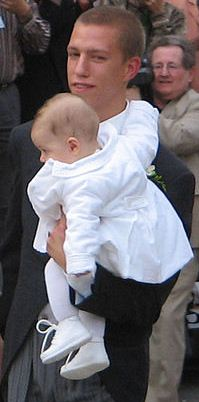
Louis (1986) et Gabriel de Nassau (2006)
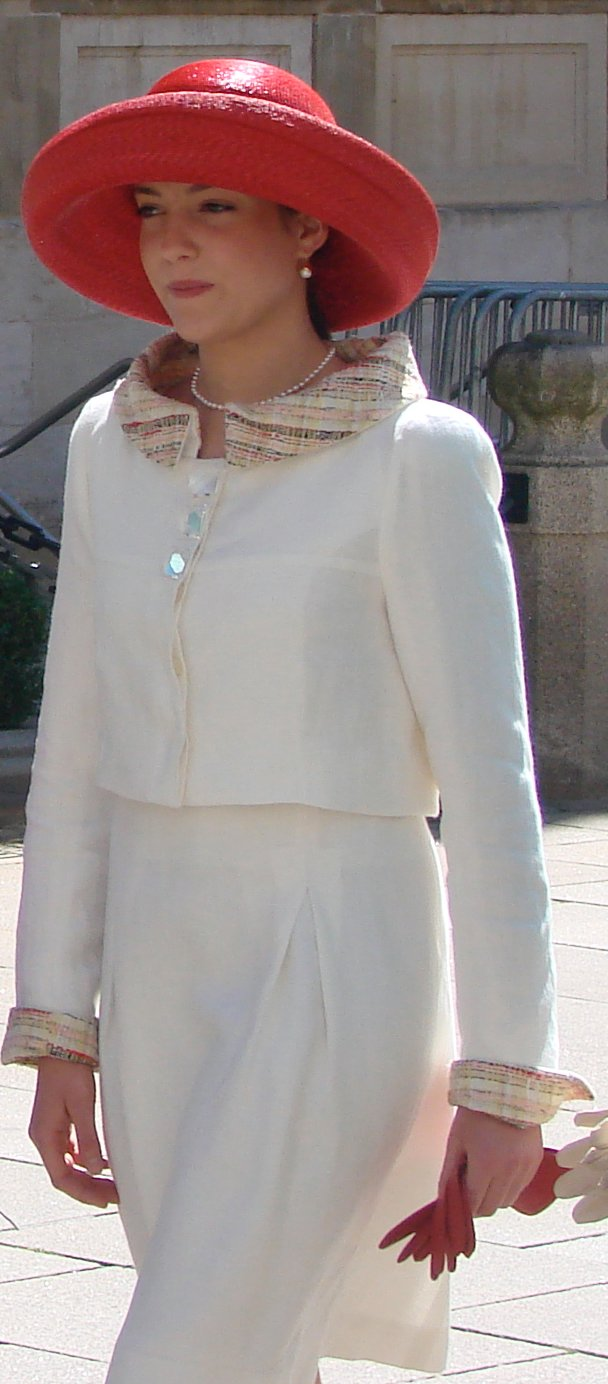
Alexandra (1991)
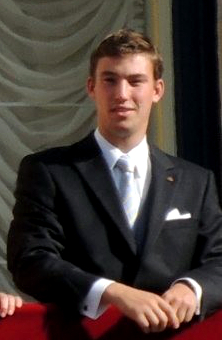
Sébastien (1992)
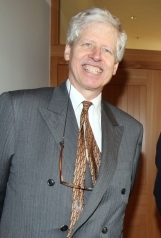
Nikolaus de Liechtenstein (1947)
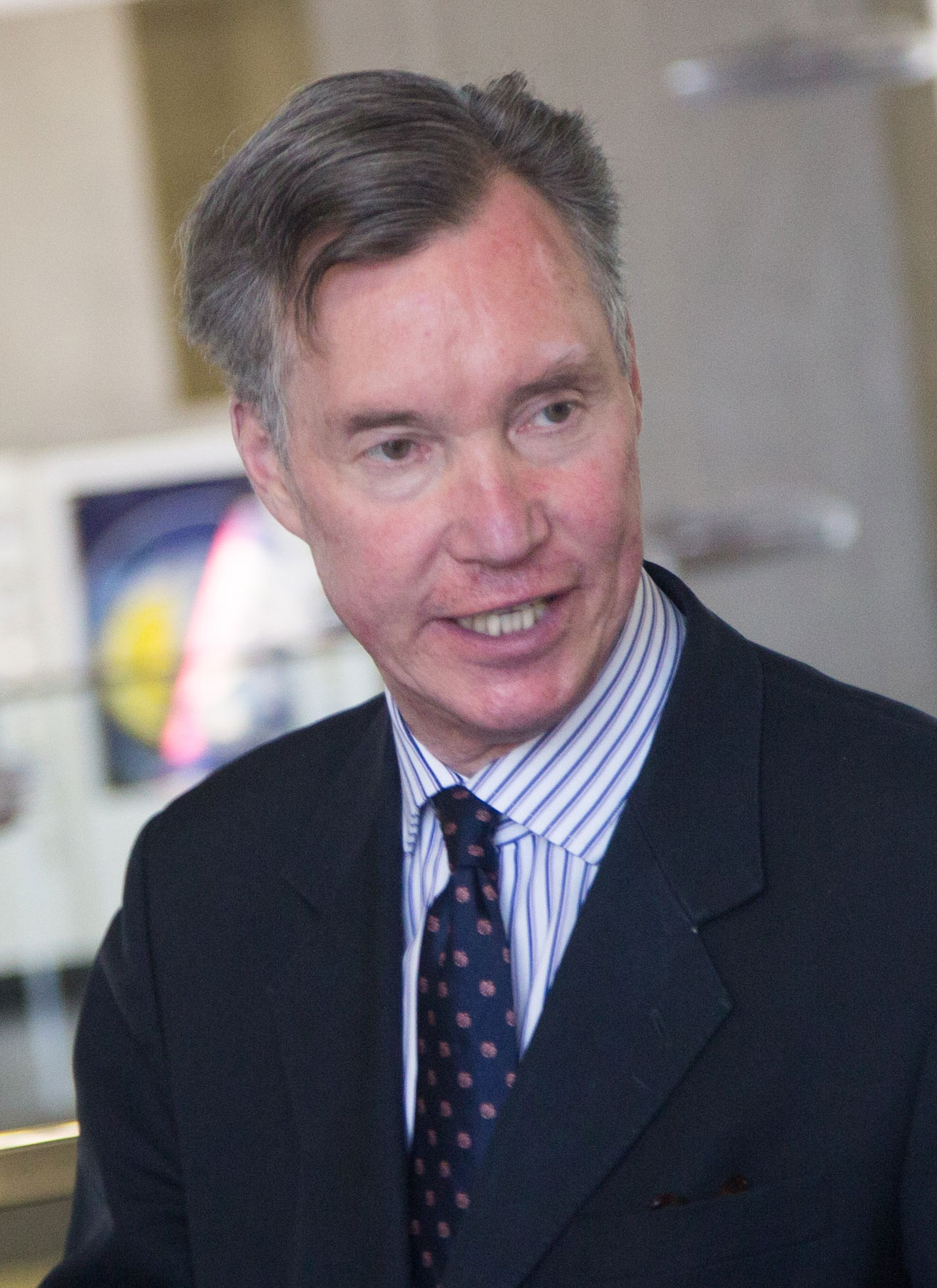
Guillaume (1963)